# Бобслей на зимових Олімпійських іграх 2002
Змагання з бобслею на зимових Олімпійських іграх 2002 тривали з 16 до 23 лютого в Олімпійському парку Юти.
Уперше від 1932 року в бобслейній олімпійські програмі відбулись зміни, до двох чоловічих дисциплін МОК додав одну жіночу.
Змагання у всіх дисциплінах складалися з чотирьох заїздів. У першому і третьому заїзді команди виходили на старт у порядку, визначеному жеребкуванням. У другому порядок виходу на старт визначався результатами першого заїзду, а в четвертому - третього. Остаточний розподіл місць визначався за сумарним часом після чотирьох заїздів.

## Чемпіони та призери

### Таблиця медалей
| Місце              | Країна             | Золото | Срібло | Бронза | Загалом |
| ------------------ | ------------------ | ------ | ------ | ------ | ------- |
| 1                  | Німеччина          | 2      | 1      | 1      | 4       |
| 2                  | США                | 1      | 1      | 1      | 3       |
| 3                  | Швейцарія          | 0      | 1      | 1      | 2       |
| Загалом (3 збірні) | Загалом (3 збірні) | 3      | 3      | 3      | 9       |

### Дисципліни

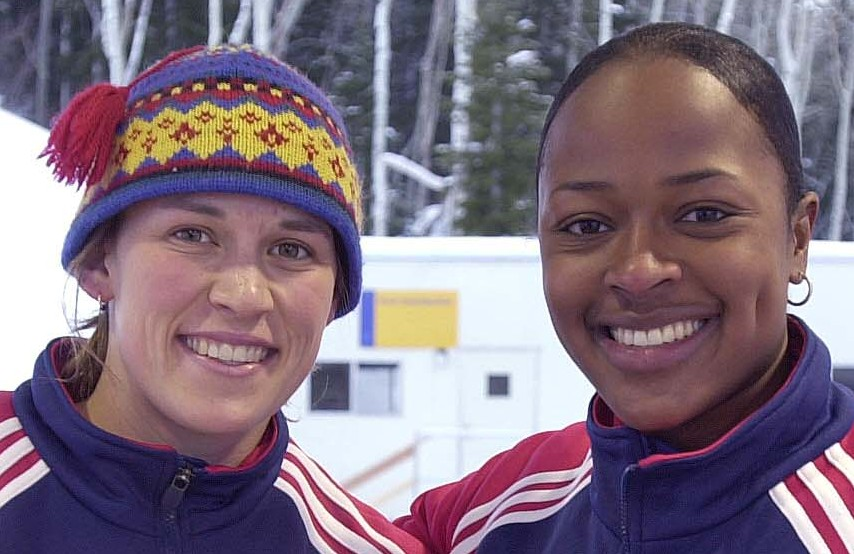
Баккен (ліворуч) і Флауерс

| Дисципліна          | Золото                                                             | Золото  | Срібло                                                           | Срібло  | Бронза                                              | Бронза  |
| ------------------- | ------------------------------------------------------------------ | ------- | ---------------------------------------------------------------- | ------- | --------------------------------------------------- | ------- |
| Двійки (чоловіки)   | Німеччина (GER-1) Крістоф Ланґен Маркус Ціммерман                  | 3:10.11 | Швейцарія (SUI-1) Крістіан Райх Стів Андергуб                    | 3:10.20 | Швейцарія (SUI-2) Мартін Аннен Беат Гефті           | 3:10.62 |
| Четвірки (чоловіки) | Німеччина (GER-2) Андре Ланге Енріко Кюн Кевін Куске Карстен Ембах | 3:07.51 | США (USA-1) Тодд Гейс Ренді Джонс Білл Шуффенгауер Ґарретт Гайнс | 3:07.81 | США (USA-2) Браян Шаймер Майк Кон Даґ Шарп Ден Стіл | 3:07.86 |
| Двійки (жінки)      | США (USA-2) Джилл Баккен Вонетта Флауерс                           | 1:37.76 | Німеччина (GER-1) Сандра Кіріасіс Ульріке Гольцнер               | 1:38.06 | Німеччина (GER-2) Зузі Ердман Ніколь Гершман        | 1:38.29 |

## Країни-учасниці
У змаганнях з бобслею на Олімпійських іграх у Солт-Лейк-Сіті взяли участь спортсмени 34-х країн.
- Австралія (4)
- Австрія (5)
- Бразилія (4)
- Болгарія (2)
- Канада (8)
- Хорватія (4)
- Чехія (6)
- Франція (9)
- Велика Британія (14)
- Німеччина (13)
- Греція (2)
- Угорщина (7)
- Ірландія (2)
- Віргінські Острови (6)
- Італія (9)
- Ямайка (2)
- Японія (5)
- Латвія (8)
- Мексика (2)
- Монако (4)
- Нідерланди (8)
- Норвегія (4)
- Нова Зеландія (4)
- Польща (4)
- Румунія (6)
- Росія (10)
- Словаччина (4)
- Швейцарія (10)
- Швеція (2)
- Китайський Тайбей (4)
- Тринідад і Тобаго (3)
- Україна (5)
- США (12)
- СР Югославія (4)